# Salar de La Isla
El salar de La Isla es un salar ubicado al este de Taltal, cercano al límite internacional de la Región de Atacama.
Sus características morfométricas y climatológicas más relevantes son:: III-53 
- altura: 3950 m
- superficie de la cuenca: 858 km²
- superficie del salar: 152 km²
- superficie de las lagunas: 2,4 km²
- precipitaciones: 130 mm/año
- evaporación potencial: 1000 mm/año
- temperatura media: 0 °C

El salar tiene un área de 163 km² y su afluente más importante es un arroyo proveniente del portezuelo de Aguas Calientes que tras 16 km de trayecto desemboca al norte del salar.: 217 

## Historia
Luis Risopatrón lo describe en su Diccionario Jeográfico de Chile de 1924:: 434 
Isla (Salar de la). De unas 3 800 hectareas de superficie, presenta un cerrito como una isla en el medio i tiene depósitos de borato de cal en el borde N, donde revientan vertientes termales abundantes i en estremo salobres, que despiden olor a hidrójeno sulfurado; se estiende al pie W del cordon limitáneo con Arjentina, entre los salares de Aqua Amarga i de Las Parinas. En sus márjenes no hai pasto ni pajonales,  los que hai que buscar a dos horas de camino hacia el W. 1, x, p. 210; 63, p. 125; 93, p. XXIX; 98, 11, p. 499 i carta dr San Roman (1892); 99, p. 39 i 40; 117, p. 148; 134; 156; i 161, I, p. 111; i horatera en 68, p. 110: i salar de LOS Morros en 137, carta 11 de Darapsky (1900). Isla (Salar dp la) en 137, carta I
La redirección de Risopatrón al Salar de Los Morros es un error.